# Coco Chanel

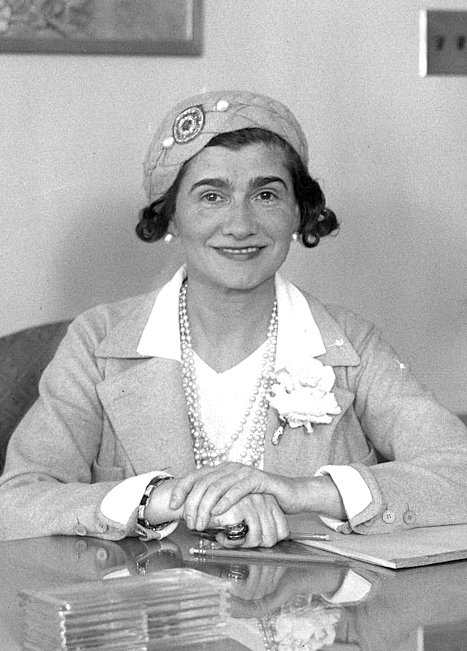
Coco Chanel nel 1931

Coco Chanel, pseudonimo di Gabrielle Chanel (Saumur, 19 agosto 1883 – Parigi, 10 gennaio 1971), è stata una stilista francese, capace con la sua opera di rivoluzionare il concetto di femminilità e di imporsi come figura fondamentale del fashion design e della cultura popolare del XX secolo. Ha fondato la casa di moda che porta il suo nome, Chanel.

## Biografia

### L'infanzia
Gabrielle Bonheur Chanel nacque il 19 agosto 1883 in un ospizio dei poveri a Saumur, da Henri-Albert Chanel e Jeanne De Volle. Il padre di Gabrielle era un venditore ambulante che girovagava per i mercati dell'Auvergne, tra i monti della Francia sudorientale. La famiglia si trasferì poco dopo a Issoire. In seguito alla morte della moglie nel 1895, Albert prese con sé i 5 figli per abbandonarli nuovamente presso la residenza della propria madre, a Vichy.
La donna non poté occuparsi personalmente dei bambini e i due maschi, Lucien e Alphonse, vennero quindi mandati a lavorare presso un'azienda agricola. Le tre sorelline Chanel, invece, furono affidate alle suore della congregazione del Sacro Cuore, presso l'orfanotrofio dell'Abbazia di Aubazine. Le suore insegnarono alla piccola Gabrielle a cucire; nelle collezioni di Chanel, infatti, si può percepire l'influenza degli anni di vita presso il convento. Gabrielle incominciò a cucire delle piccole cose con le stoffe monacali che aveva trovato nei dintorni dell'orfanotrofio, creando così vestiti a quelle uniche bamboline con cui giocava.

### I primi passi verso il successo

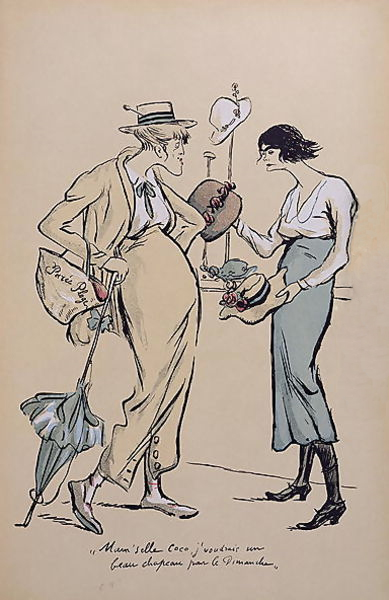
Chanel (a destra) nel suo negozio di cappelli, 1919. Caricatura di Sem

Superato il limite di età per rimanere all'orfanotrofio, Gabrielle venne mandata presso una scuola di apprendimento delle arti domestiche di Notre Dame. A 20 anni iniziò a lavorare come commessa a Moulins, presso il negozio di biancheria e maglieria Maison Grampaye. Lì mise a punto le nozioni di cucito apprese dalle suore di Notre Dame e approfondite con la zia Louise.
La prima svolta nella vita di Gabrielle è l'incontro con il suo primo amante, Étienne de Balsan. Chanel incontrò Balsan nel 1904. Quando i due si conobbero, presso uno dei caffè-concerto di Moulins, lui aveva 25 anni e lei 21. Balsan fu anche il primo finanziatore della stilista. Figlio di imprenditori tessili e ufficiale di cavalleria, Balsan invitò Chanel a trasferirsi presso il suo castello a Royallieu nei pressi di Compiègne, nel 1908. La loro storia durò sei anni.
Al castello alloggiava anche l'altra amante di Balsan, Pamela Bettoni, che lo lasciò presto per un fantino. Balsan era un appassionato di cavalli e di corse, perciò Chanel si ritrovò a passare le sue giornate nelle stalle dei purosangue del suo amante. Imparò a cavalcarli e destò l'ammirazione non solo di Balsan, ma anche dei suoi amici. Probabilmente fu proprio la vita equestre che le ispirò successivamente i pantaloni da cavallerizza e le cravattine lavorate a maglia. Nonostante Balsan non comprendesse il desiderio creativo di Chanel e la sua voglia di lavorare, la assecondò, permettendole di creare cappelli presso il suo appartamento parigino, in Boulevard Malesherbes.
Intorno al 1909 iniziò la sua carriera realizzando cappellini: in un'epoca in cui vigevano cappelli sontuosi - ricoperti di piume e impossibili da indossare senza l'elaborata struttura di sostegno, chiamata Pompadour - i cappellini di paglia di Chanel, ornati da semplici fiori in raso o singole piume, scioccarono. La sua prima cliente fu proprio Émilienne d'Alençon, che sfoggiò la creazione di Gabrielle all'ippodromo di Longchamps. Attraverso la rete di amicizie di Balsan, Chanel formò la sua prima clientela.

#### Boy Capel e Rue Cambon

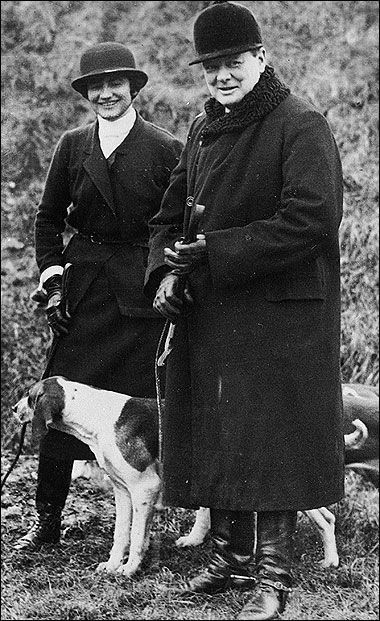
Chanel e Winston Churchill nel 1921

Presso la residenza del suo primo amante, Chanel incontrò quello che viene considerato l'amore della sua vita, Boy Capel. Boy era un industriale di Newcastle, che si occupava dell'esportazione del carbone. A differenza di Balsan, Capel incoraggiò e finanziò il lavoro di Chanel. I due andarono a vivere insieme a Parigi, dove Capel le anticipò i soldi per permetterle di aprire la sua boutique in Rue Cambon 31. Coco e Boy non si sposarono mai a causa del divario sociale che li separava, essendo appunto Chanel un'orfana di incerte origini e Capel un rappresentante dell'alta borghesia. Un'altra causa fu il fatto che Boy pose a Chanel l'obbligo di prendere una decisione: "l'amore della sua vita o il lavoro", mettendola al corrente che avrebbe, altrimenti, sposato un'altra donna. Lei scelse il lavoro.
Nel 1912, quando il negozio era già ormai avviato da due anni, Chanel iniziò a vendere, oltre ai suoi cappellini, anche capi di vestiario come maglioni, gonne e qualche vestito.
(Sofia Gnoli)
Suzanne Orlandi indossò il primo vestito firmato Chanel, un abito in velluto nero ornato da un semplice colletto bianco, proprio perché Coco sosteneva che « […] il nero conteneva tutto. Anche il bianco. Sono d'una bellezza assoluta. È l'accordo perfetto». Il bianco ed il nero non sono gli unici colori utilizzati da Chanel, che impiegò nei suoi abiti anche tonalità come il beige, il grigio e il blu marine. Nello stesso anno, in circostanze ignote, venne a mancare la sorella maggiore di Chanel, Julie. Coco non poté però prendersi cura del nipotino André perché, al tempo, la legge non permetteva l'affidamento di un bambino ad una donna non sposata..

#### Deauville
Nel 1913 Capel aprì per Chanel un nuovo negozio nella località balneare di Deauville. Il negozio sorgeva tra il Gran Casinò e l'albergo più lussuoso del posto, l'Hotel Normandie. A Deauville, ispirata dai marinai al lavoro, Chanel reinterpretò il loro abbigliamento, realizzando dei maglioni col medesimo scollo. Tutto lo stile di Chanel si rifaceva alla vita comune delle persone che la circondavano, per dare all'abbigliamento quella praticità che la Belle Époque aveva sostituito con bustini, corsetti e impalcature per cappelli, decisamente scomodi. Coco veniva associata da Paul Poiret allo stile pauvre, mentre Karen Karbo sostiene che Chanel «non attinse il suo stile dalle classi più povere, ma dal genere umano».

#### La Grande Guerra
Nell'estate del 1914 scoppiò la guerra e Chanel Modes decollò. Le famiglie più facoltose della Francia trascorrevano il periodo estivo nella località costiera di Deauville. Lì le signore potevano acquistare bei cappellini ed abiti leggeri da Gabrielle Chanel. Alla fine di luglio l'Austria dichiarò guerra alla Serbia, mentre l'Impero Tedesco si schierava contro la Russia e la Francia. L'Europa iniziava a muoversi verso il primo conflitto mondiale, mentre Chanel vedeva la sua clientela migrare di ritorno verso la capitale.
Capel, grazie ai suoi giacimenti carboniferi, rifornì gli Alleati e venne a contatto con personalità influenti. Fece prima parte dello Stato Maggiore di Sir John French e in seguito divenne consigliere del primo ministro francese Georges Clemenceau. Attraverso i suoi contatti, Capel venne messo a conoscenza di informazioni segrete. La Chanel Modes stava per chiudere, quando Coco ricevette notizie da Capel, che le suggerì di non interrompere l'attività.
In agosto vi fu la dichiarazione di guerra della Germania alla Francia e quella del Regno Unito alla Germania, che aveva invaso il Belgio e raggiunse ben presto la capitale francese. I giovani uomini francesi si arruolarono, mentre le mogli fecero ritorno a Deauville, dove si impegnarono in opere di volontariato per assistere feriti. Chanel era l'unico negozio di abbigliamento rimasto aperto e offriva capi di vestiario che in quella situazione si presentavano pratici e adatti alle esigenze.
(Coco Chanel)
Sull'onda del successo di Deauville, il 15 luglio 1915 Chanel Modes aprì anche sulla costa atlantica della Francia, lontano dalle linee del fronte, a Biarritz, al confine con la Spagna neutrale con cui iniziò il commercio. Nel 1917, in uno dei cinque laboratori che Chanel aveva aperto, 60 sarte erano impegnate a confezionare solo abiti per le ricche signore spagnole. Il 1916 è l'anno del jersey: Coco Chanel acquistò dall'industriale tessile Jean Rodier una partita di jersey lavorato a macchina, col quale iniziò a realizzare i suoi capi.
Come vuole la mitologia Chanel esiste anche un'altra versione: il contratto sottoscritto per Rue Cambon prevedeva che il negozio vendesse solo cappelli, perché vi era già nei paraggi un negozio d'abbigliamento. Non essendo a quell'epoca il jersey considerato materiale per vestiario da donna, pare che Chanel abbia aggirato i termini contrattuali. L'introduzione nel settore dell'abbigliamento di questo materiale fino ad allora destinato alla realizzazione di biancheria fu una vera novità. Ancora oggi Chanel è nota per le sue creazioni in jersey. Nel 1917 Chanel con l'aiuto di Capel riuscì ad ampliare le sue attività di Parigi e di Biarritz, arrivando a contare cinque laboratori e trecento lavoranti.

#### Misia Sert e il circolo degli artisti
Fu in quegli anni che Chanel fece la conoscenza di Misia Sert, la donna che la introdusse nel mondo degli artisti e degli intellettuali. Maria Misia Sophie Olga Godebska Natanson Edwards Sert, pianista di origine polacca, aveva fatto il suo ingresso nel mondo dell'arte in seguito al suo matrimonio con il fondatore della rivista d'avanguardia, Revue Blanche, Thadée Natanson. L'incontro tra Misia e Coco avvenne durante una serata organizzata da Cécile Sorel. Quando la festa si concluse, Chanel mise il suo cappotto e Misia non rimase indifferente al capo. La signora Sert elogiò la giacca della stilista e Chanel se la levò di dosso per regalargliela. Grazie a questa amicizia, Chanel poté fare la conoscenza di figure come Paul Morand, Pablo Picasso, Jean Cocteau, Max Jacob e Igor Stravinskij.
Nel 1918 Chanel rese al suo amante la somma completa che le aveva prestato. Lo stesso anno Capel si fidanzò con la giovane Diana Lister Wyndham, per rafforzare la sua posizione sociale e la sposò in ottobre. Tuttavia anche dopo il matrimonio, Capel e Chanel non interruppero la loro frequentazione. La relazione si protrasse fino al 1919.
Quell'anno, nella notte fra il 22 e il 23 dicembre, Capel, in viaggio da Parigi verso Cannes, ebbe un grave incidente stradale e perse la vita all'età di 38 anni. Chanel ricevette la notizia nella notte e partì immediatamente verso il luogo dell'incidente, dove arrivò solo all'alba di tre giorni dopo. Sulla strada c'erano ancora i resti dell'incidente, presso i quali Coco pianse il suo amante. Probabilmente a causa della grave perdita Mademoiselle si buttò a capofitto nel lavoro.
Il 1920 fu l'anno di un'altra perdita: la sorella minore di Gabrielle, Antoinette, partita col suo novello sposo argentino alla volta di Buenos Aires, morì a causa dell'epidemia di influenza spagnola. Le rimanevano solo Alphonse e Lucien. Dal momento del suo decollo finanziario, Chanel non volle più riconoscere i suoi fratelli, ma inviò comunque loro del denaro, fino a che non fu costretta a chiudere l'attività, a causa della seconda guerra mondiale.

### Gli anni venti

#### Il monogramma
Coco Chanel disegnò lei stessa il celebre monogramma con le due CC intrecciate che utilizzò sin dagli anni 20 del Novecento. Gli storici dell'arte concordano che, non essendo Chanel una disegnatrice in grado di crearlo, si sia ispirata ad uno già esistente, disegnato da Sir Frank Brangwyn, pittore e accademico reale inglese, per una famosa villa italiana, Casa Cuseni, a Taormina, il cui monogramma con le due CC intrecciate è presente, già dal 1905, nei disegni progettuali della Villa e negli arredi.

#### La camelia, simbolo della Maison
La camelia bianca, fiore amato da Gabrielle “Coco” Chanel per la sua semplicità e perfezione geometrica, divenne il simbolo della Maison. Comparsa per la prima volta in una foto del 1913, appuntata alla cintura di un tailleur bianco della stilista, divenne da quel momento un elemento distintivo nelle collezioni di moda, gioielli e accessori e ha ispirato anche il progetto botanico "Fattoria delle camelie" a Gaujacq, in Francia, che ospita migliaia di varietà provenienti da tutto il mondo.

#### I successi
Negli anni venti Chanel lanciò la moda del capello corto. Fu una fatalità. Essendosi accidentalmente bruciata i capelli su un fornello, tagliò anche il resto. Dopo poco tempo le giovani donne alla moda imitarono il suo taglio. Nel 1925 Chanel inizia la frequentazione del duca di Westminster, Hugh Richard Arthur Grosvenor, noto come Bendor. Fu lui che fece nascere in lei l'interesse per il tweed scozzese che Coco successivamente rielaborò con l'utilizzo di nuovi filati e colori dando luogo al tessuto Chanel che prese da lei il nome.
Lo stesso anno a Parigi si tenne l'Exposition des Arts Décoratifs et Industriels Modernes, una rassegna delle innovazioni nelle arti applicate, che segnò la disfatta dello stilista Paul Poiret, rivale di Coco. Chanel imponeva il nuovo stile la cui parola chiave era comodità, Poiret non seppe adeguarsi e il richiamo alla Belle Époque dei suoi capi segnò il tramonto della sua era.
Il 1926 per lei fu l'anno del debutto del tubino nero, la petite robe noire, che la rivista statunitense Vogue dell'epoca elogiò, paragonandolo a un'automobile. Chanel procedeva nella sua ascesa e nel 1928 la sua maison parigina si trasferì da Rue de Cambon 21 al numero 31, dove occupò ben tre piani. Nel 1927 gli abiti sportivi firmati Chanel arrivarono anche oltremanica, nel quartiere di Mayfair a Londra, dove venne aperto il nuovo negozio di Coco.

#### Chanel Nº 5

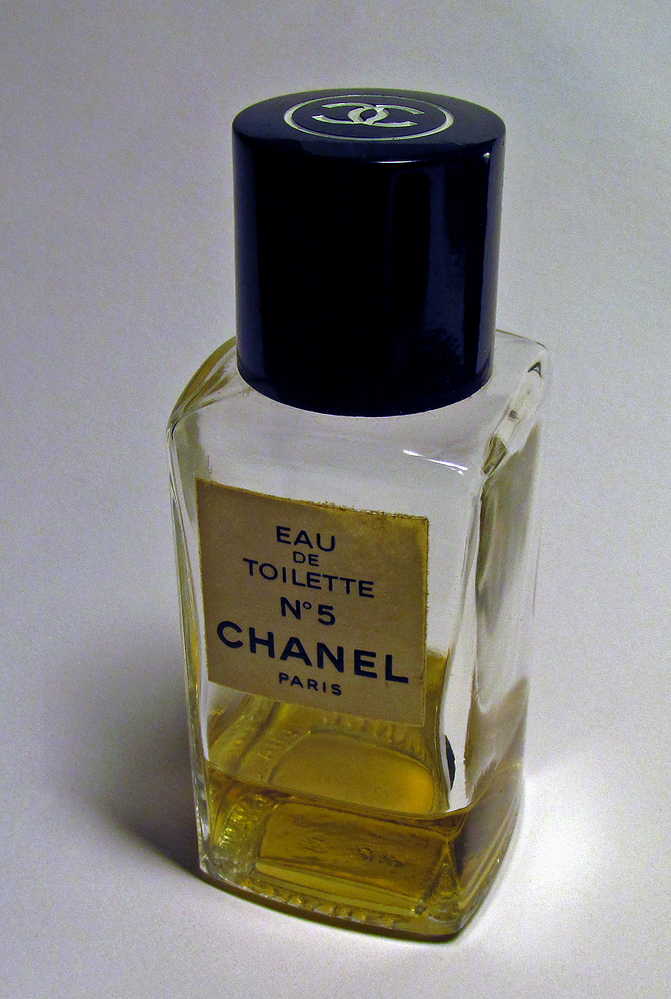
Il profumo Chanel Nº5

Negli anni venti, Coco intraprese una relazione col Granduca Dmitrij Pavlovič, cugino dello zar Nicola II, che conobbe a Biarritz. Nel 1921 uscì sul mercato il suo profumo Chanel Nº 5, messo a punto con l'aiuto del profumiere Ernest Beaux, presentatole da Pavlovič. Beaux era figlio del profumiere dello Zar, emigrato in Francia a causa della Rivoluzione russa, e aveva realizzato in Russia (non ancora Unione Sovietica) un Eau de Catherine - nome poco consono ai tempi e al luogo - che, con qualche accorgimento, sarebbe diventato il profumo di cui era alla ricerca Coco in Francia.
La fragranza era del tutto innovativa, in un'epoca in cui iniziavano a farsi timidamente largo i profumi di sintesi. Il profumo di Chanel venne realizzato artificialmente, con molecole sintetiche. Nasceva così un nuovo ideale di profumo «[…]frutto di una fabbricazione, un profumo femminile» che odora «di donna, perché una donna deve odorare di donna e non di rosa». La fragranza prese il nome di Nº 5 in quanto corrispondeva alla quinta essenza scelta da Chanel (ma si dice anche che il 5 fosse il suo numero preferito).
Nel 1924, Chanel entra in società con i fratelli Paul e Pierre Wertheimer, proprietari della casa di profumi e cosmesi Les Parfumeries Bourjois, che acquistarono i diritti sulla produzione di profumi e prodotti di bellezza col marchio Chanel. In seguito alla fondazione della società e all'enorme successo dello Chanel Nº 5, Gabrielle rivendicò i diritti sul suo profumo. Le azioni legali andarono avanti negli anni, ma Chanel non ottenne mai un incremento della sua percentuale iniziale, pari al 10%.
Al Nº 5, seguirono il N° 22 nel 1922, Gardénia nel 1925, Bois des îles nel 1926, Cuir de Russie nel 1927, Sycomore nel 1930, Jasmin 1932, Pour Monsieur nel 1955 e per finire il N° 19 nel 1970. Celebre la frase di Marilyn Monroe: "What do I wear in bed? Chanel Nº 5, of course".

#### Lo stile Chanel e la rivoluzione femminile

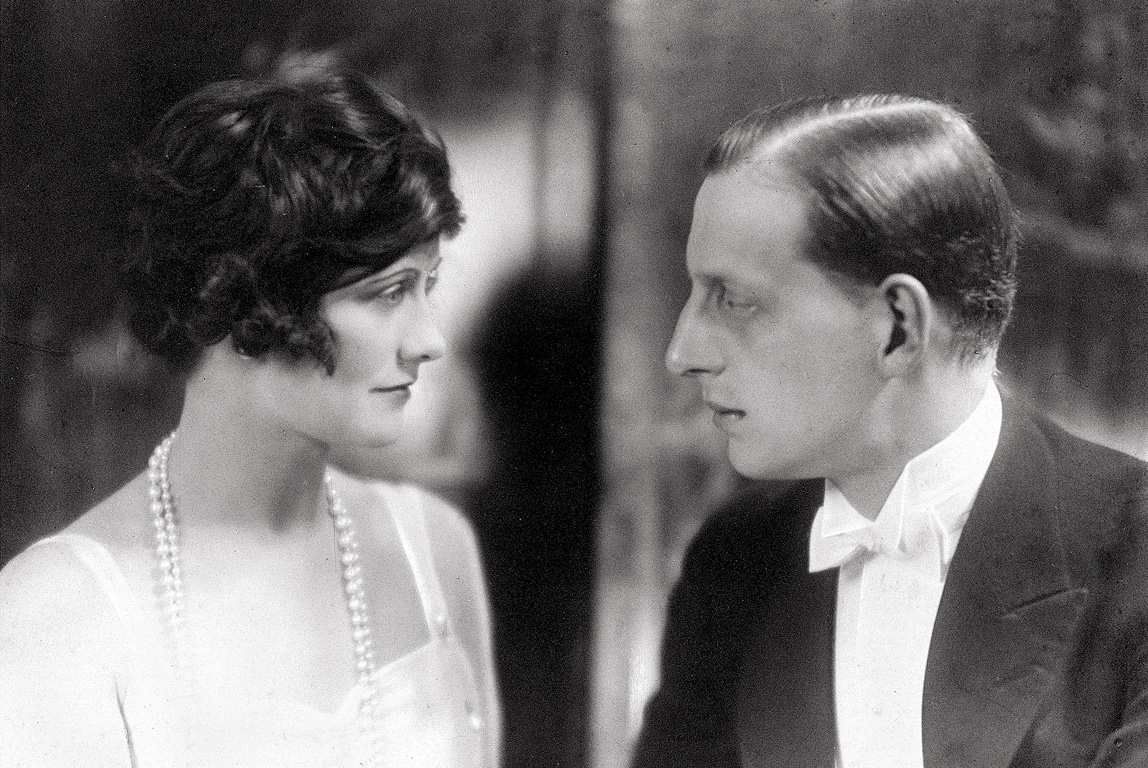
Coco Chanel e il Granduca Dmitrij Pavlovič

Al termine della prima guerra mondiale, durante la quale Chanel Modes aveva imposto la sua presenza sul mercato, nasce il prototipo della garçonne, che Chanel interpretò insieme a Patou. Coco Chanel, attraverso la moda, rappresentò il nuovo modello femminile che stava sviluppandosi nel Novecento: una donna dinamica, che lavorava e che non poteva più essere schiava dell'abbigliamento costrittivo della Belle Époque.
(Coco Chanel)
Chanel diede a quella nuova donna il vestito giusto. Lo stesso famoso vestitino nero sembra proprio ispirato alla divisa delle commesse. La stilista sosteneva che «la vera eleganza non può prescindere dalla piena possibilità del libero movimento». Per l'utilizzo di materiali umili e per l'ispirazione che traeva dalle figure legate alla vita lavorativa, Chanel venne rinominata la regina del genre pauvre, una «“povertà di lusso" molto moderna e snob». Paul Poiret chiamava lo stile di Coco misérbailisme de luxe. La stilista liberò le donne da corsetti e impalcature per cappelli, donando loro abiti comodi, semplici nelle linee per intraprendere una vita quotidiana dinamica.
A partire dal 1913 fino ad arrivare al 1930, Chanel portò la lunghezza delle gonne sotto il ginocchio e abbassò il punto vita, promosse l'utilizzo del jersey e dello stile alla marinara, e per finire introdusse l'utilizzo dei pantaloni femminili. Chanel crea la nuova donna del XX secolo, una donna che afferma la propria femminilità non per contrasto, bensì per paradosso, attraverso la rivisitazione di abiti maschili. «Prendendo i vestiti maschili e dando loro una piega femminile, Coco diede anche un significante contributo al movimento femminile. […] Non si volle mai descrivere come femminista, ma la sua rivoluzione nel disegno dell'abito femminile […] coincise con l'esplosione del movimento femminista».

### Gli anni della Depressione

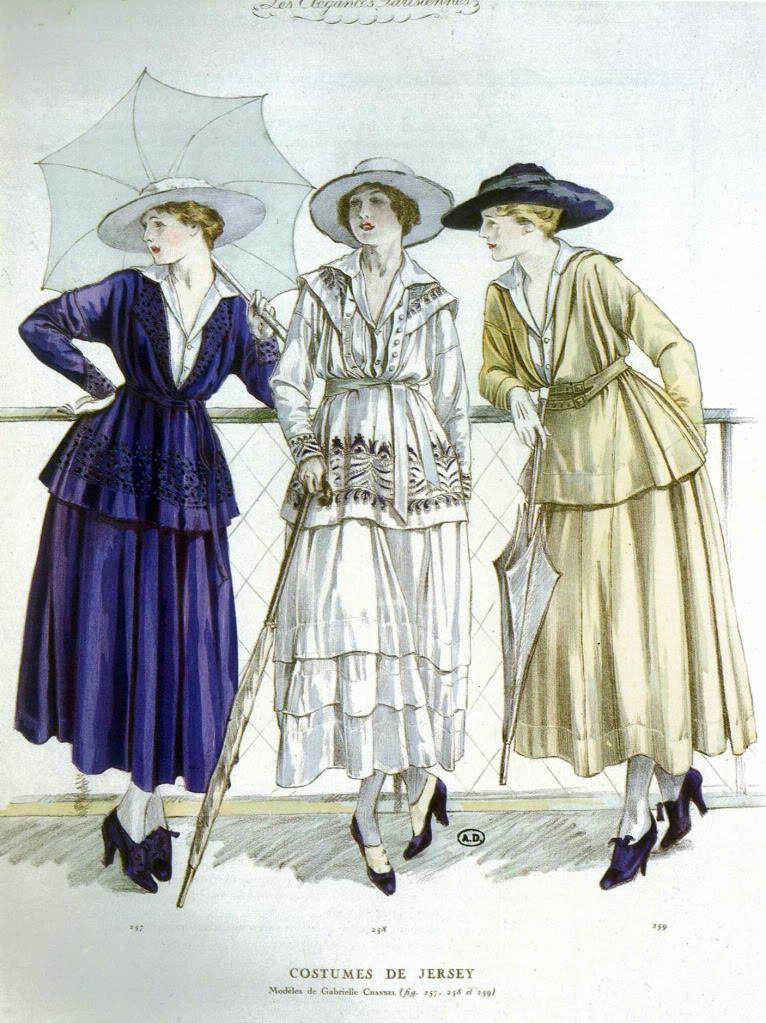
Tre completi in jersey di Chanel, marzo 1917

Negli anni trenta Chanel si dedica alla realizzazione di gioielli. Fino a quel momento la stilista aveva proposto - in abbinamento ai suoi capi - pezzi di bigiotteria, come i gioielli di cristallo, pietre finte, collane di perle false e catenelle dorate. Il 29 ottobre 1929 gli Stati Uniti assistettero al crollo di Wall Street e le ripercussioni europee si iniziarono a percepire solo all'alba degli anni trenta. Chanel risentì della Depressione e partì alla volta di Hollywood, per un ingaggio come costumista. Rientrò a Parigi due anni dopo e fu allora, a partire dal 1934, che propose alla sua clientela gioielli veri.
Affiancata dai disegnatori Etienne de Beaumont e Fulco di Verdura, Chanel espose le creazioni nella sua casa di Faubourg Saint-Honoré. La maison alla metà del decennio contava 20.000 dipendenti, 34 profumerie e realizzava 28 000 modelli l'anno. Dopo quella con Bendor, Chanel intraprese una relazione con Paul Iribe, caricaturista basco, che insieme all'amico della stilista, Jean Cocteau, fondò la rivista Le Mot. La relazione iniziò intorno al 1933 e si protrasse fino al 1935. Quell'anno Paul muore mentre gioca a tennis sotto gli occhi di Chanel, che inconsolabile dopo la perdita dell'amante «per combattere le sue insonnie, […] si mette ad abusare di Sédol, un ipnotico a base di morfina del quale presto non si potrà più liberare».

### La carriera da costumista
Chanel non fu solo una grande stilista, ma impiegò il suo talento anche nelle opere teatrali e cinematografiche. L'esordio risale al 1911, quando il suo cappello di paglia entrò sulla scena di Bel Ami, di Guy de Maupassant, adagiato sul capo dell'attrice Gabrielle Dorziat.
Alla fine del 1920 creò i costumi per una nuova realizzazione de La sagra della primavera di Stravinskij con i Balletti Russi di Parigi dando anche un aiuto finanziario alla compagnia.
Debuttò però nella vera carriera da costumista nel 1922, disegnando i costumi per la tragedia realizzata dal poeta Jean Cocteau, Antigone. Chanel realizzò delle tuniche di lana grezza, decorate con motivi greci.
In seguito, nel 1924, Chanel lavorò nuovamente per Cocteau, realizzando gli abiti per i danzatori del balletto Le train bleu di Darius Milhaud, con la coreografia di Bronislava Nižinskaja e le scene di Henri Laurens. Più tardi, grazie al suo nuovo amante, il duca di Westminster, Chanel incontrò Samuel Goldwyn, il quale la invitò negli Stati Uniti per realizzare i costumi da impiegare nei suoi film. Chanel accettò e nell'aprile del 1931 partì alla volta di Hollywood in compagnia di Misia. Il contratto sottoscritto da Chanel prevedeva che realizzasse abiti per l'attrice Gloria Swanson, che tuttavia rifiutò di indossare sempre abiti della stessa stilista. La carriera americana di Chanel si ridusse a un solo film.

### Gli anni quaranta

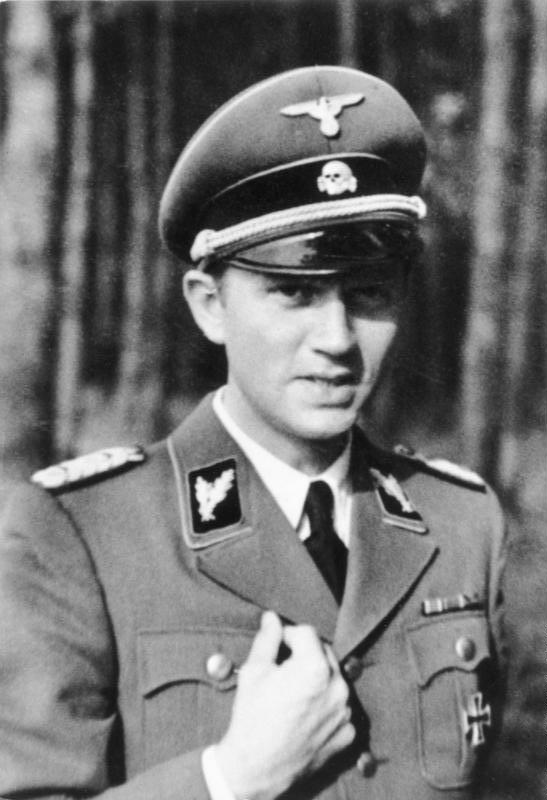
SS-Oberführer Walter Schellenberg, capo dell'intelligence delle SS

Con l'avvento della seconda guerra mondiale, Chanel chiuse il suo atelier, per riaprirlo solo alla fine del conflitto. Affermava che non era tempo per la moda; 4000 impiegate donna persero il loro lavoro. Il suo biografo Vaughan suggerisce che Chanel approfittò dello scoppio della guerra per vendicarsi di quei lavoratori che, facendo pressioni per orari e stipendi più favorevoli, indissero uno sciopero generale nel 1936 in Francia, costringendola a chiudere temporaneamente il negozio. Nel chiudere il suo atelier, Chanel espresse disprezzo per gli ebrei, acuito dalle sue affiliazioni con le elite sociali, e a molte persone confidò che secondo lei gli ebrei fossero una minaccia per l'Europa a causa del governo bolscevico dell'Unione Sovietica.
Nel 1939 fuggì da una Parigi bombardata, per farvi ritorno nell'agosto del 1940. Scrisse al governo d'occupazione nazista il 5 maggio 1941 per farsi assegnare il controllo totale della Parfums Chanel, la cui amministrazione era tenuta da ebrei, e motivò la richiesta sulla base del fatto che l'azienda "è ancora proprietà di ebrei" nonché "è stata legalmente abbandonata dai suoi proprietari".
In quegli anni, Coco intraprese una relazione con un membro del controspionaggio nazista, il barone Hans Günter von Dincklage, detto Spatz, e in seguito si legò a uno dei giovani capi delle SS, Walter Schellenberg, i quali volevano servirsi degli agganci che lei aveva nell'ambiente inglese e in quello tedesco per mandare in porto una trattativa di armistizio con gli inglesi, escogitata insieme a Theodor Momm ed Heinrich Himmler.
L'operazione prese il nome di Modellhut. Il piano prevedeva che la trattativa si dovesse svolgere in Spagna. Lì però l'accompagnatrice di Chanel, Vera Bate Lombardi, la tradì, denunciandola ai servizi segreti come un'agente tedesca. In seguito all'operazione Modellhut, nel 1944 le FFI (Forze Francesi dell'Interno) arrestarono Chanel, proprio per le sue relazioni con spie nemiche. Venne rilasciata dopo un interrogatorio di tre ore. Nel 1945 Chanel raggiunse Spatz in Svizzera, dove rimase in “esilio”. Nel 1953 partì per New York.

### Il ritorno

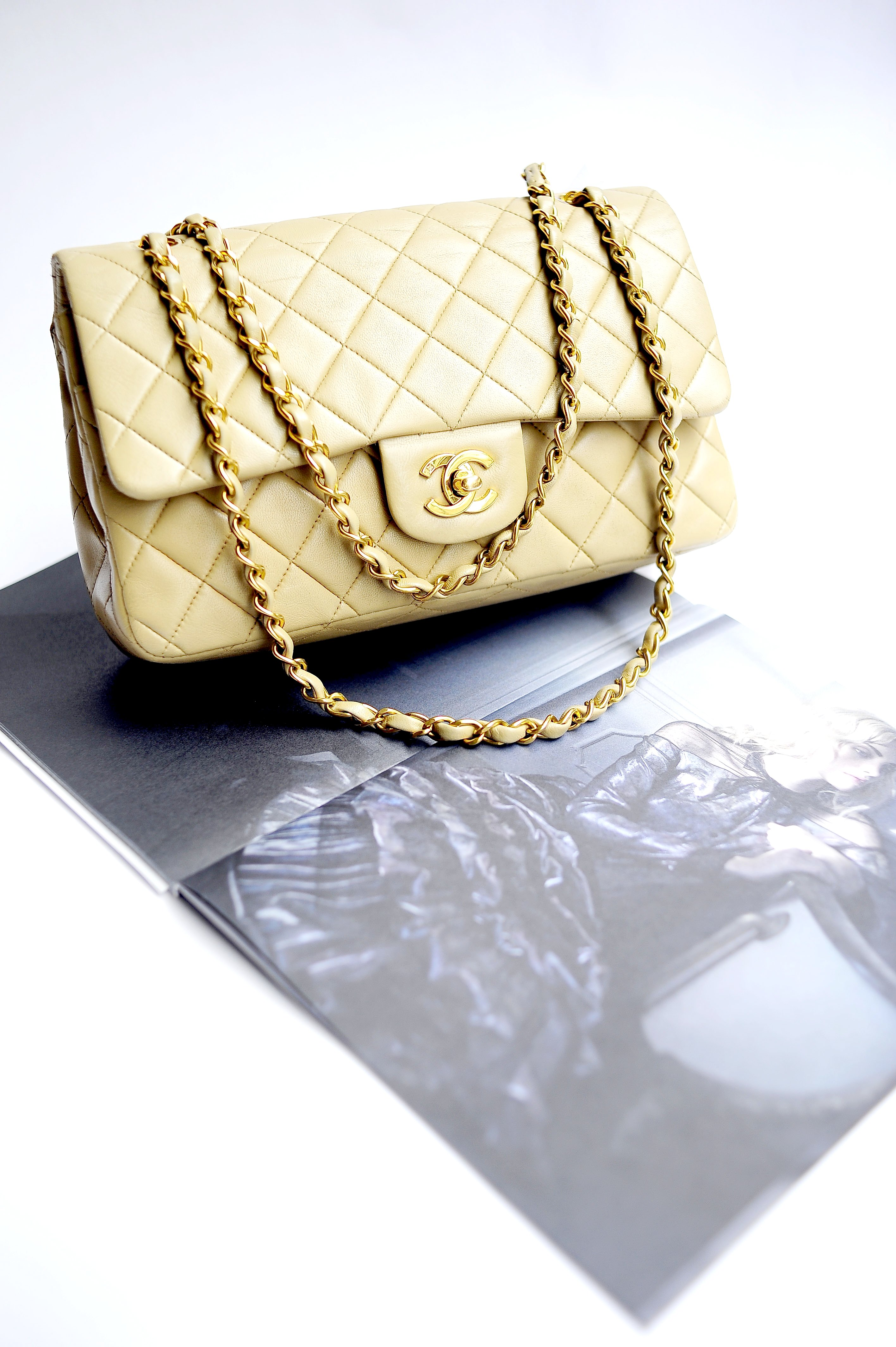
Borsa Chanel 2.55

Negli anni in cui Chanel si assentò dal panorama della moda, si affacciò con le sue stravaganti proposte Christian Dior, che nel 1946 aprì il suo salone a Parigi. La risposta creativa di Dior alla guerra giunse nel 1947, con il suo New Look , che rinviava al passato, al busto della Belle Époque e alle gonne lunghe. Chanel non apprezzerà il recupero dei vecchi canoni e di Dior dirà che "addobba delle poltrone, non veste delle donne: l'eleganza è ridurre il tutto alla più chic, costosa, raffinata povertà". Fu un vestito da ballo realizzato con una tenda di taffetà a segnare il suo ritorno.
Nel 1953 infatti Marie-Hélène de Rotschild, figlia di Edmond e Maggy van Zuylen, si apprestava a partecipare al ballo più importante dell'anno con un abito che Chanel definì un «orrore». Coco si improvvisò così sarta e con il tessuto di una tenda cremisi, cucito direttamente sul corpo della giovane donna, realizzò per lei un nuovo vestito. Il giorno dopo, Marie-Hélène disse a Chanel quale scalpore avesse suscitato il suo abito. Nel 1954, ormai quasi settantunenne, Chanel riaprì la sua maison e si ripresentò al suo pubblico con una nuova collezione, che presentò il 5 febbraio del 1954.
I 30 modelli sfilarono davanti agli occhi di una folla di compratori, fotografi e giornalisti. La prima reazione dei critici francesi fu assolutamente negativa, a causa del ricorrere dei vecchi temi. Ben presto però i consensi iniziarono ad arrivare dall'America e Chanel tornò ancora una volta di moda.

### Gli ultimi successi della Maison Chanel

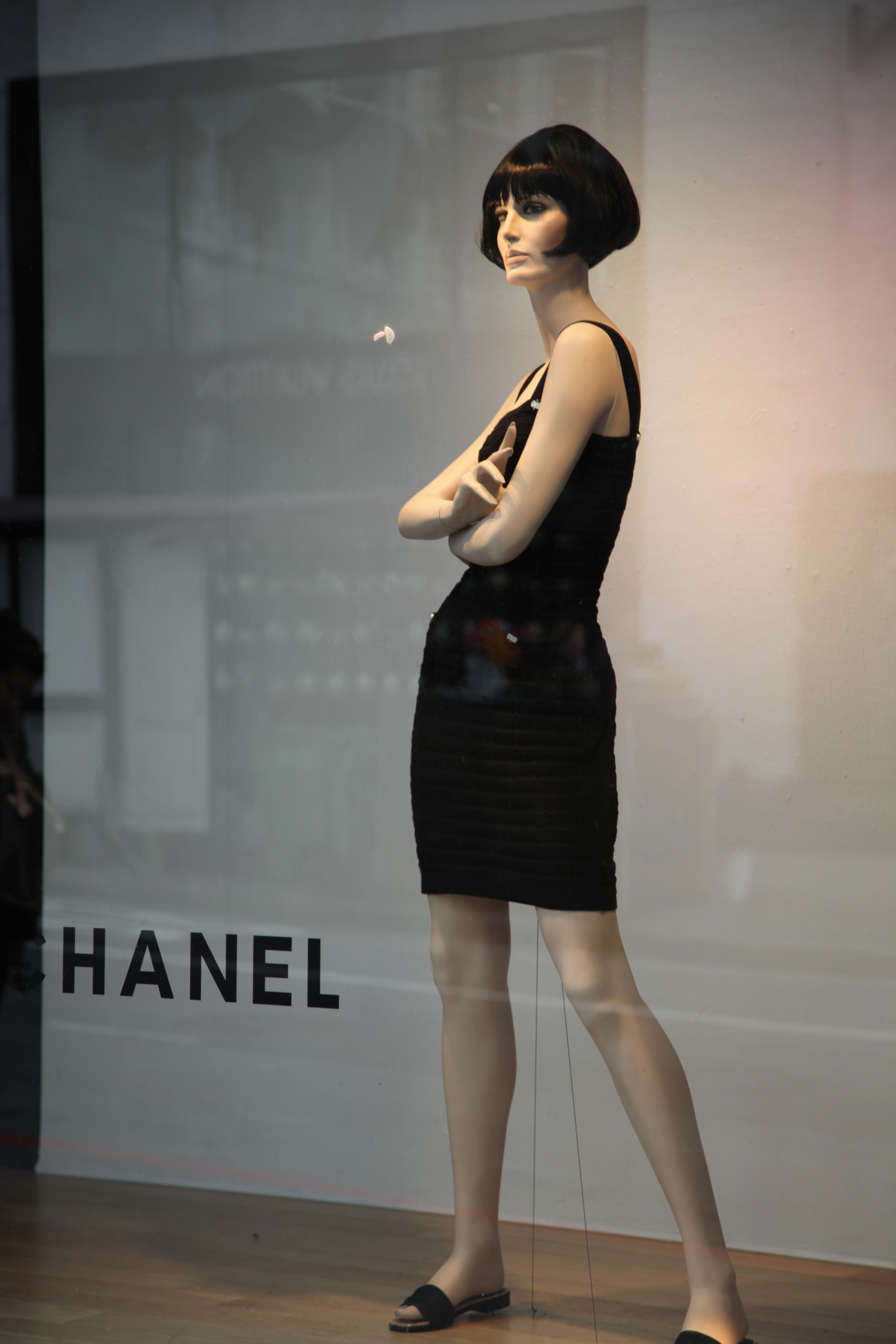
L'abito nero senza tempo di Chanel

Nell'anno del ritorno di Chanel, la stravaganza della Schiaparelli non era più acclamata come agli esordi, e la stilista fu costretta a chiudere. La proposta di Chanel nell'anno della sua riapertura è il tailleur in tweed, con una gonna che riacquista un poco di lunghezza sotto il ginocchio, la giacca corta e i bottoni dorati. Nel 1955 Mademoiselle ottenne un altro successo, dando vita ad un altro intramontabile accessorio firmato Chanel: la borsetta 2.55. L'innovativo design si ispira, nella pura tradizione Chanel, al guardaroba maschile: per dare volume alla sua pochette, la stilista prese esempio dalle giacche che gli stallieri indossavano agli ippodromi. La borsa matelassé - ovvero trapuntata - presentava l'aggiunta di una tracolla, che consisteva in una catenella di metallo, intrecciata al cuoio.
(Coco Chanel)
Nel 1957 Christian Dior venne a mancare e lo stesso anno Coco Chanel venne invitata a Dallas per ricevere il Neiman-Marcus Award, l'Oscar della moda. Nonostante la consacrazione ufficiale Coco «ha negato la sua importanza. Lei era, disse, “solo una semplice sarta"». Negli anni sessanta debuttò il sandalo bicolore, realizzato per Chanel dal calzolaio francese André Massaro.

### Il destino della maison
Morì il 10 gennaio 1971 in una camera dell'Hôtel Ritz, all'età di 87 anni. Venne sepolta nel cimitero di Bois-de-Vaux a Losanna, in Svizzera.
Lasciò il suo patrimonio alla fondazione Coga, creata nel 1965 a Vaduz. In seguito alla sua morte la maison venne gestita dai suoi assistenti: nel 1971, Gaston Berthelot, Jean Cazaubon e Yvonne Dudel si presero cura dell'atelier. Passarono poi il testimone a Philippe Guibourgè nel '78, che venne sostituito da Ramone Esparza nel 1980. Dal 1983 la maison venne affidata a Karl Lagerfeld. Dal 2019 è passata alla direzione di Virginie Viard.

## Caratteri dello stile
L'intramontabilità dello stile Chanel è stata oggetto di analisi da parte di molti studiosi. A differenza della sua contemporanea Elsa Schiaparelli - che si fece influenzare dalla corrente surrealista e dallo stile di Poiret - Chanel era scollegata dalle tendenze e dalle mode del momento. La classicità di Chanel si conserva negli anni grazie alle linee definite dei contorni e ai tessuti opachi, che con i loro colori sono in grado di catturare la luce.
Il semiologo francese Jean-Marie Floch individuò l'estraneità temporale di Chanel nella capacità che aveva la stilista di introdurre nella moda femminile elementi della moda maschile e quindi opposti, originando un bricolage. Il risultato di tale bricolage è qualcosa di totalmente nuovo, una femminilità accentuata per paradosso.

## Filmografia
- Chanel Solitaire, regia di George Kaczender (1981)
- Coco Chanel, regia di Christian Duguay - miniserie TV (2008)
- Coco Chanel & Igor Stravinsky, regia di Jan Kounen (2009)
- Coco avant Chanel - L'amore prima del mito, regia di Anne Fontaine (2009)